# Єсауленко Володимир Венедиктович
Володи́мир Венеди́ктович Єсау́ленко (1912 — 28 січня 1942) — радянський військовик часів Другої світової війни, командир роти 71-го стрілецького полку 30-ї стрілецької дивізії 56-ї армії Південного фронту, лейтенант. Герой Радянського Союзу (1942).

## Життєпис
Народився 1912 року в селищі Амвросіївка (нині — місто в Донецькій області) в родині робітника. Росіянин. Здобув неповну середню освіту.
У 1934—1936 роках проходив дійсну строкову військову службу. Після демобілізації, за призовом ЦК ВЛКСМ, працював на будівництві санаторіїв «Зоря» та «Гірське повітря» в місті Сочі (Краснодарський край, Росія). Член ВКП(б) з 1939 року.
Вдруге призваний до лав РСЧА у 1941 році. Закінчив курси молодших лейтенантів. Учасник німецько-радянської війни з серпня 1941 року.
Особливо командир роти 71-го стрілецького полку 30-ї стрілецької дивізії лейтенант В. В. Єсауленко відзначився у боях на сході України. 29 вересня 1941 року у бою за с. Павлоградське Донецької міськради разом зі своїм підрозділом зайшов у фланг супротивнику і стрімкою атакою розгромив піхотний батальйон ворога, знищивши до 200 солдатів і офіцерів, а решту змусив у паніці втікати. 3 жовтня, виводячи свою роту з оточення, поблизу с. Спаського натрапив на чисельно переважаючі сили супротивника, вступив у нерівний бій, в ході якого закидав ворога гранатами і змусив у паніці втікати. 23 жовтня під час оборони с. Куйбишеве лейтенант В. В. Єсауленко особисто зайняв місце біля 76-мм гармати і влучним вогнем знищив 4 автівки з піхотою, тим самим унеможливив підвезення живої сили супротивника для форсування ним річки Міус. 28 жовтня біля с. Петрівське, попри малочисельність, зайшов зі своєю ротою у фланг супротивнику і раптово атакував його, змисивши панічно втікати. 5 листопада, під час виходу з оточення, особисто вів бойову розвідку, прокладаючи шлях своїм підрозділам. На шляху, що вів у напрямку Ростова-на-Дону, поблизу с. Платонівка — Маяк, зупинив автівку супротивника й полонив 2-х обер-єфрейторів зі зброєю і документами. 24 листопада у бою за с. Панчево лейтенант В. В. Єсауленко першим увірвався в село і вогнем з кулемета знищив до 40 солдатів ворога. Протягом 27-28 січня 1942 року тричі водив свою роту в наступ на супротивника, що тримав довготривалу оборону поблизу с. Ряжене. Загинув під час бою.
Похований у братній могилі на цивільному кладовищі в с. Ряжене Матвієво-Курганського району Ростовської області.

## Нагороди
Указом Президії Верховної Ради СРСР від 27 березня 1942 року «за зразкове виконання бойових завдань командування на фронті боротьби з німецько-фашистськими загарбниками та виявлені при цьому відвагу і героїзм», лейтенантові Єсауленку Володимиру Венедиктовичу присвоєне звання Героя Радянського Союзу (посмертно).
Нагороджений орденами Леніна (27.03.1942).

## Вшанування пам'яті
Ім'ям Володимира Єсауленка названо вулиці у містах Амвросіївка Донецької області, Сочі Краснодарського краю Росії і селі Ряженому Ростовської області Росії.
У місті Сочі на фасаді будинку, в якому мешкав Герой, і на будівлі санаторію «Гірське повітря» встановлено меморіальні дошки.